# Resolutie 1329 Veiligheidsraad Verenigde Naties
Resolutie 1329 van de Veiligheidsraad van de Verenigde Naties werd unaniem door de VN-Veiligheidsraad aangenomen op 30 november 2000. De Veiligheidsraad besliste een pool ad litem-rechters op te zetten voor het Joegoslaviëtribunaal en het Rwandatribunaal.

## Inhoud

### Handelingen
De Veiligheidsraad besloot een pool van ad litem-rechters op te richten om hun aantal dat beschikbaar was voor het Joegoslaviëtribunaal en het Rwandatribunaal te vergroten. Voor dat laatste tribunaal zouden ook zo snel mogelijk twee nieuwe rechters worden verkozen.

### Annexen I en II
In de twee annexen bij de resolutie werden de statuten van beide tribunalen geamendeerd. Zo werd bepaald hoe de kamers moesten zijn samengesteld, wie in aanmerking kwam als rechter, hoe hun verkiezing moest verlopen en wat hun status en bevoegdheden waren.

## Verwante resoluties
- Resolutie 1241 Veiligheidsraad Verenigde Naties (1999)
- Resolutie 1259 Veiligheidsraad Verenigde Naties (1999)
- Resolutie 1340 Veiligheidsraad Verenigde Naties (2001)
- Resolutie 1347 Veiligheidsraad Verenigde Naties (2001)

Lijst ·  1285 ·  1286 ·  1287 ·  1288 ·  1289 ·  1290 ·  1291 ·  1292 ·  1293 ·  1294 ·  1295 ·  1296 ·  1297 ·  1298 ·  1299 ·  1300 ·  1301 ·  1302 ·  1303 ·  1304 ·  1305 ·  1306 ·  1307 ·  1308 ·  1309 ·  1310 ·  1311 ·  1312 ·  1313 ·  1314 ·  1315 ·  1316 ·  1317 ·  1318 ·  1319 ·  1320 ·  1321 ·  1322 ·  1323 ·  1324 ·  1325 ·  1326 ·  1327 ·  1328 ·  1329 ·  1330 ·  1331 ·  1332 ·  1333 ·  1334